# Anne-Marie Revol
Pour les articles homonymes, voir Revol.
Anne-Marie Revol, née en 1973, est une journaliste-chroniqueuse et femme de lettres française.

## Biographie

### Journaliste
Après des études d’histoire à l'université Paris-Nanterre et au Queens Collège de l'université de la ville de New York (CUNY), ainsi qu'au British Council de Paris , elle se perfectionne au Centre de formation et de perfectionnement des journalistes (CFPJ).[réf. souhaitée]
Anne-Marie Revol commence sa carrière de journaliste en 1995 comme pigiste à New York pour France Inter et France Info. En parallèle, elle travaille pour l’hebdomadaire France-Amérique.[réf. souhaitée]
De retour en France en 1996, elle intègre la rédaction du quotidien Le Figaro où elle travaillera successivement pour les services Étranger, Radio-Télé et Société.[réf. souhaitée]
Puis en 2000, elle rejoint RMC, où elle créé avec Sylvain Attal l’émission RMC-Controverse avant de rejoindre en tant que chef d'édition Jean-Jacques Bourdin aux commandes des matinales de la chaîne info.[réf. souhaitée]
En 2002-2003, elle est embauchée par la productrice Catherine Barma comme journaliste-reporter dans sa société de production Tout sur l'écran pour les émissions Tribu, Tout le monde en parle et On a tout essayé.[réf. souhaitée]
En 2003, elle devient journaliste-chroniqueuse spécialiste des faits de société pour l’émission C'est au programme, présentée par Sophie Davant et diffusée quotidiennement sur France 2.
Anne-Marie Revol collabore également  depuis 2008 à l'émission Télématin,,.
Depuis novembre 2019, Anne-Marie est chroniqueuse littéraire à Franceinfo, où elle intervient une fois par semaine à la fin du « Grand Journal » de Patricia Loison, dans Cultissime, le magazine de Louise Ekland, et où elle produit Marque page, un micro magazine littéraire hebdomadaire.

### Écrivaine
En octobre 2009, elle rédige son premier ouvrage, Nos étoiles ont filé. Cet essai publié chez Stock est une somme de lettres adressées à ses filles Pénélope et Paloma décédées dans un incendie le 11 août 2008,. Elle reçoit en 2011, pour ce livre le Grand prix des lectrices de Elle et le Prix des Rotary Clubs de Langue Française.
En mai, 2016, elle publie son deuxième ouvrage, Gaspard ne répond plus, aux éditions Jean-Claude Lattès. Ce roman raconte les péripéties de Gaspard de Ronsard, candidat malheureux d’un jeu de téléréalité perdu aux confins du Vietnam.
En mars 2018, elle publie son troisième ouvrage chez Jean-Claude Lattès L’étoile russe. Ce roman choral raconte le destin à la fois merveilleux, magique et tragique du premier cosmonaute de l’humanité : Youri Gagarine.
En octobre 2021 sort aux éditions Jean-Claude Lattès, Une vie inestimable. Une saga familiale époustouflante portée par une héroïne inoubliable.

### Vie privée
Mariée, elle est mère de quatre enfants.

## Ouvrages
- Nos étoiles ont filé, Stock, 2010 (ISBN 978-2-7096-5605-4 et 2-7096-5605-1, BNF 42272845, présentation en ligne)[13],[14], traduit en italien sous le titre: A voi che mi mancate tanto -  Lettere di una madre alle figlie che non ci sono più-, éditions Mondadori, juin 2011[15].
- Gaspard ne répond plus, Jean-Claude Lattès, 2016 (ISBN 978-2-234-06506-2 et 2-234-06506-2, présentation en ligne) ; réédition Le Livre de Poche, 2018  (ISBN 978-2253070535).
- L’étoile russe, Paris/53-Mayenne, Jean-Claude Lattès, 2018, 318 p. (ISBN 978-2-7096-6090-7, présentation en ligne)[16].
- Une vie inestimable, Jean-Claude Lattès, 2021, 280 p.  (ISBN 978-2709665971)